# Regan Smith
Regan Smith (Lakeville, 9 de fevereiro de 2002) é uma nadadora estadunidense, medalhista olímpica.

## Carreira
Smith conquistou a medalha de prata nos Jogos Olímpicos de Verão de 2020 em Tóquio nas provas de 200 m borboleta e 400 m medley, ao lado de Lydia Jacoby, Torri Huske, Abbey Weitzeil, Rhyan White, Lilly King, Claire Curzan e Erika Brown. Além disso, conseguiu o bronze nos 100 m costas